# راندي سميث (كرة سلة)
راندي سميث (بالإنجليزية: Randy Smith)‏ مواليد 12 ديسمبر 1948 في بلبورت - الوفاة 04 يونيو 2009، كان لاعب كرة سلة أمريكي تحول إلى التدريب بعد الاعتزال بدأ مسيرته الاحترافية في سنة 1971. تم اختياره من قبل فريق بوفالو بريفز خلال الدرافت. بلغ طوله 6 قدم 3 بوصة (1.9 م). اعتزل اللعب في 1983. شارك مرتين في مباراة كل النجوم.

## المسيرة الاحترافية
لعب مع كليفلاند كافالييرز من سنة 1979 إلى 1981، ثم لعب مع نيويورك نيكس في موسم 1981–1982، ثم لعب مع لوس أنجلوس كليبرز في موسم 1982–1983، ثم لعب مع أتلانتا هوكس في سنة 1983.

## روابط خارجية
- راندي سميث على موقع إن بي أي (الإنجليزية)
- راندي سميث على موقع سبورتس رفرنس (الإنجليزية)
- راندي سميث على موقع ريلجم (الإنجليزية)
- راندي سميث على موقع بروبوليرز (الإنجليزية)